# Carl van Vechten
Carl van Vechten (Cedar Rapids, Iowa, 17 de junio de 1880-Nueva York, 21 de diciembre de 1964) fue un escritor y fotógrafo estadounidense, patrón del renacimiento de Harlem y albacea literario de Gertrude Stein, a quien conoció en París en 1913.

## Biografía
Se licenció en la Universidad de Chicago en 1903. En 1906, se fue a vivir a Nueva York. Trabajó como periodista y tuvo un matrimonio poco avenido con la actriz Fania Marinoff en 1914.
Entre 1915 y 1920 se publicaron varios libros de sus ensayos que versaban sobre temas como literatura o música y entre 1922 y 1930 Knopf publicó siete de sus novelas, empezando con Peter Whiffle: His Life and Works y acabando con Parties.
Le interesaban los artistas y escritores negros y promocionó a varios en la Harlem Renaissance, entre ellos a Langston Hughes, Richard Wright, o Wallace Thurman. Su controvertida novela Nigger Heaven (Cielo para negros) fue publicada en 1926]. Y Vanity Fair publicó un ensayo de "Negro Blues Singers" en 1926.
En los años 1930, van Vechten comenzó a trabajar de fotógrafo. Fotografió a Salvador Dalí, Gertrude Stein, F. Scott Fitzgerald, Bessie Smith, Marc Chagall, Horst P. Horst, Georgia O'Keeffe, Gore Vidal, Sidney Lumet, Marlon Brando, Alfred Stieglitz, Francisco Moncion, Lena Horne, Truman Capote o Billie Holiday.
Después de los años 1930 publicó pocas novelas aunque siguió carteándose con varias personas. Varios de estos escritos en la Beinecke Library de la Universidad de Yale.
Aunque llegó a casarse con Fania Marinoff, era homosexual y varias de sus obras relacionadas con su orientación sexual se mantuvieron en secreto durante 25 años después de su muerte. 
Murió en Nueva York a los 84 años. Hay una biografía suya de Bruce Kellner, Carl Van Vechten and the Irreverent Decades.

## Obras seleccionadas
- Music After the Great War (1915)
- Music and Bad Manners (1916)
- Interpreters and Interpretations (1917)
- The Merry-Go-Round (1918)
- The Music of Spain (1918)
- In the Garret (1919)
- The Tiger in the House (1920)
- Lords of the Housetops (1921)
- Peter Whiffle (1922)
- The Blind Bow-Boy (1923)
- The Tattooed Countess (1924)
- Red (1925)
- Firecrackers (1925)
- Excavations (1926)
- Nigger Heaven (1926)
- Spider Boy (1928)
- Parties (1930)
- Feathers (1930)
- Sacred and Profane Memories (1932)
- Hughes, Langston; Van Vechten, Carl; Bernard, Emily (Ed.) (2001) Remember Me to Harlem: The Letters of Langston Hughes and Carl Van Vechten, 1925-1964. New York: Knopf. ISBN 0-679-45113-7
- Van Vechten, Carl; & Kellner, Bruce (Ed.) (2003). The Splendid Drunken Twenties: Selections from the Daybooks, 1922-1930. Champaign: University of Illinois Press. ISBN 0-252-02848-1

## Libros sobre van Vechten
- Kellner, Bruce (1968). Carl Van Vechten and the Irreverent Decades. Norman: University of Oklahoma Press. ISBN 0-8061-0808-8
- Kellner, Bruce (Ed.) (1980). A Bibliography of the Work of Carl Van Vechten. Westport: Greenwood Press. ISBN 0-313-20767-4
- Kellner, Bruce (Ed.) (1987). Letters of Carl Van Vechten. New Haven: Yale University Press.  ISBN 0-300-03907-7
- Smalls, James (2006). The Homoerotic Photography of Carl Van Vechten: Public Face, Private Thoughts. Philadelphia: Temple University Press. ISBN 1-59213-305-3

## Galería

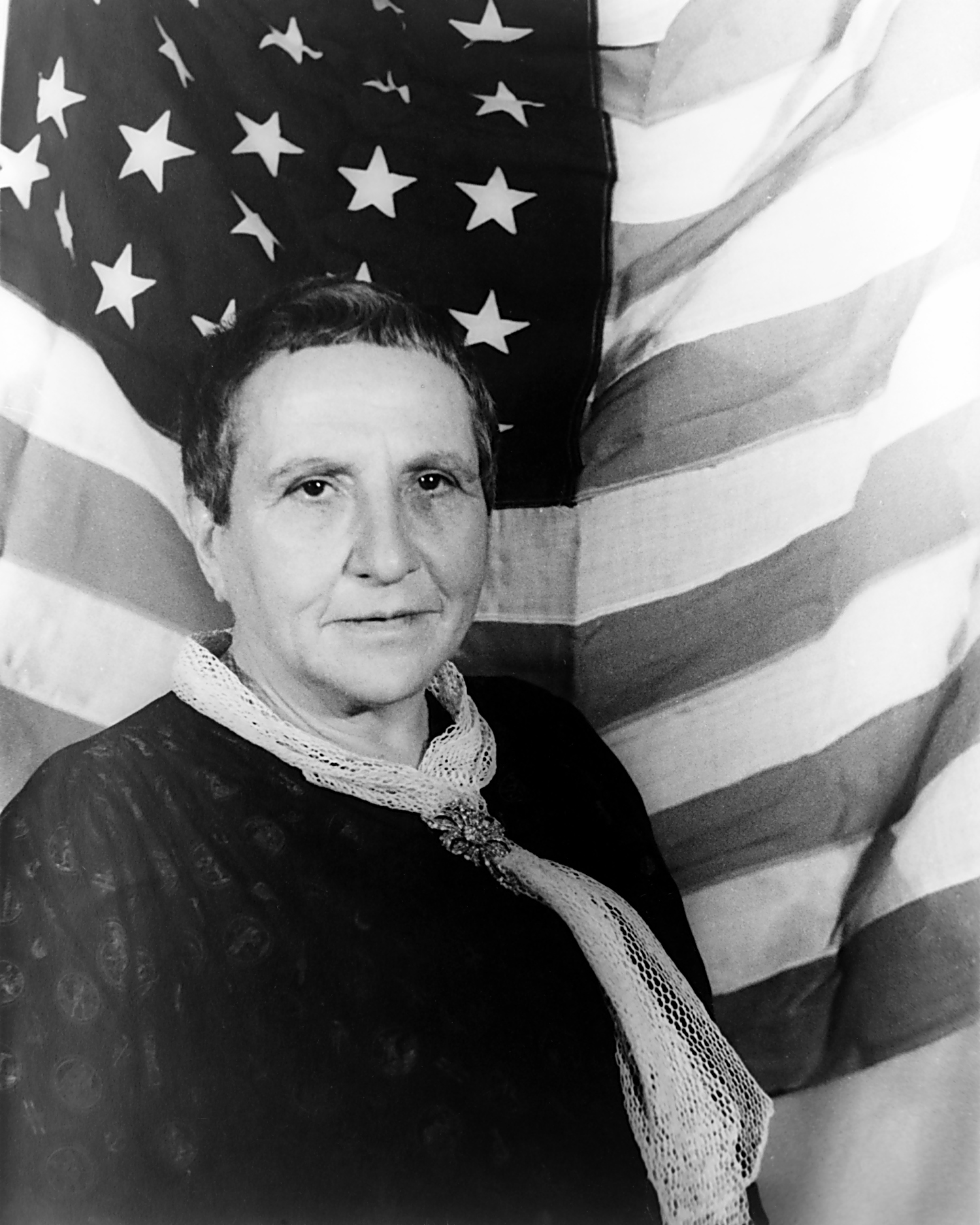
Gertrude Stein, 1935
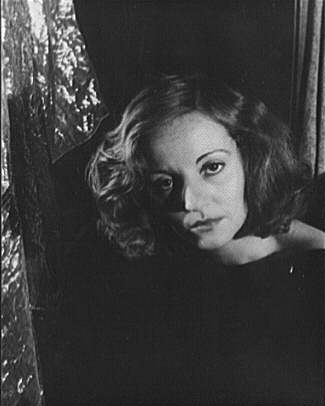
Tallulah Bankhead, 1934
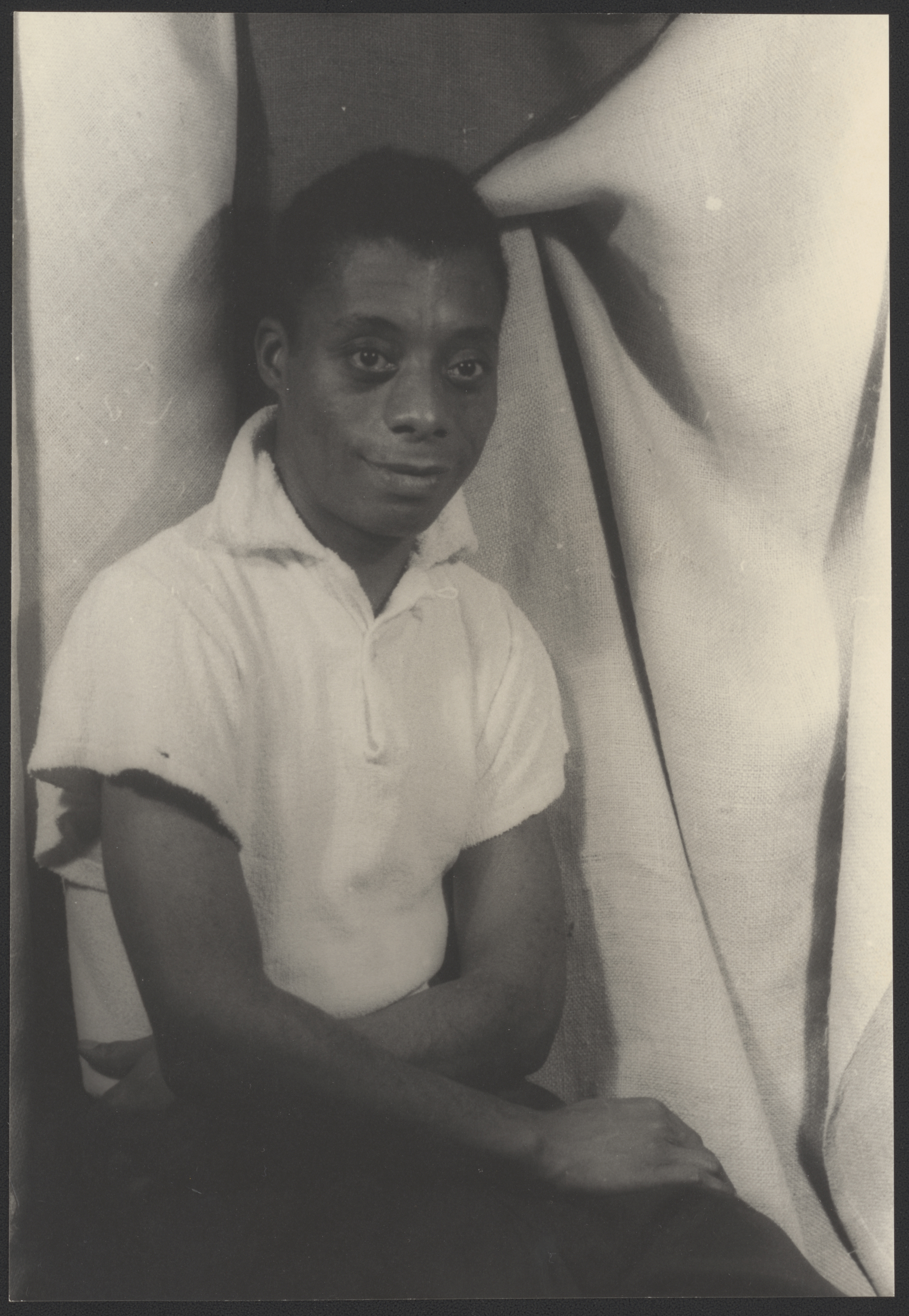
James Baldwin, 1955
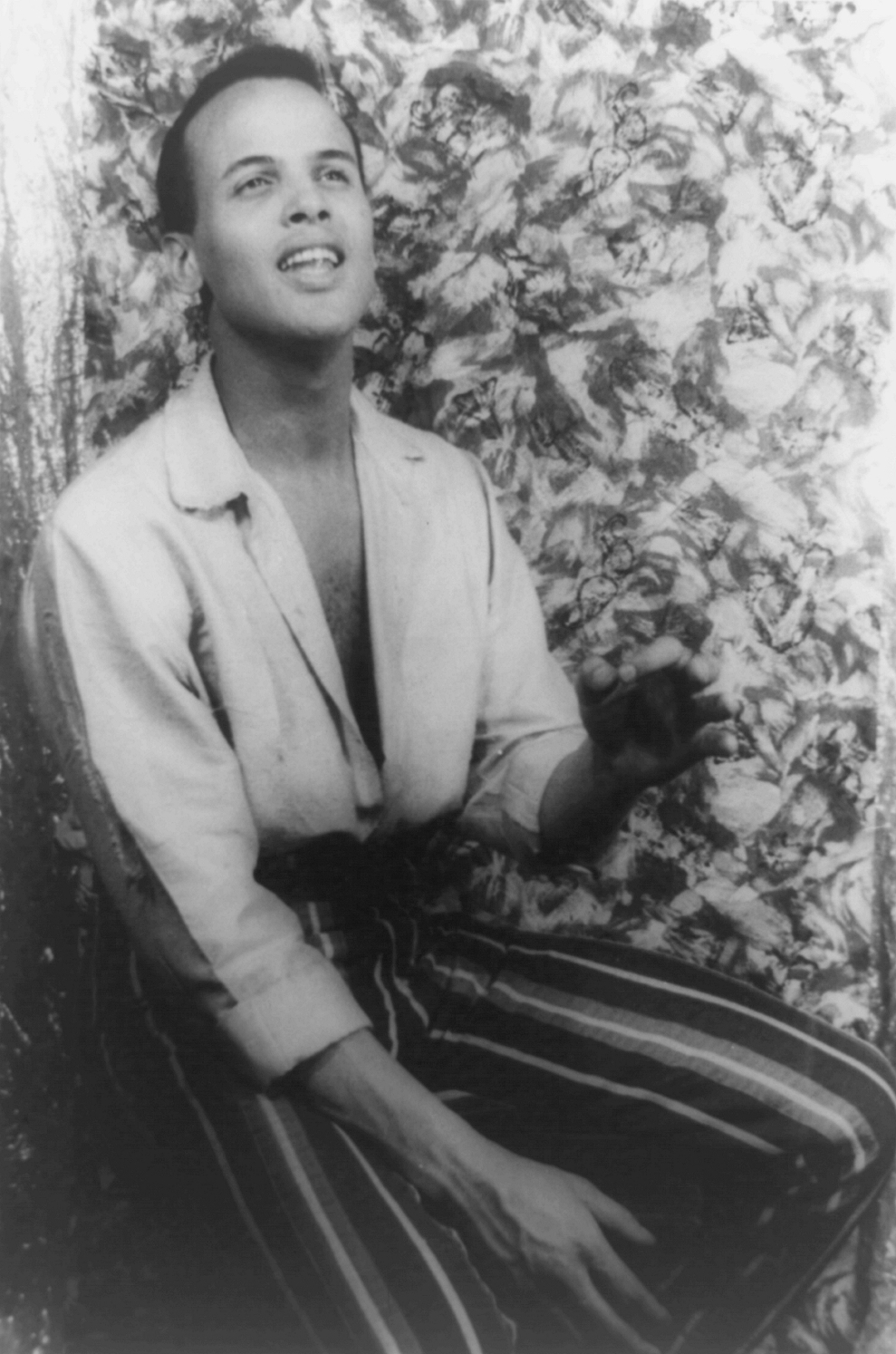
Harry Belafonte, 1954
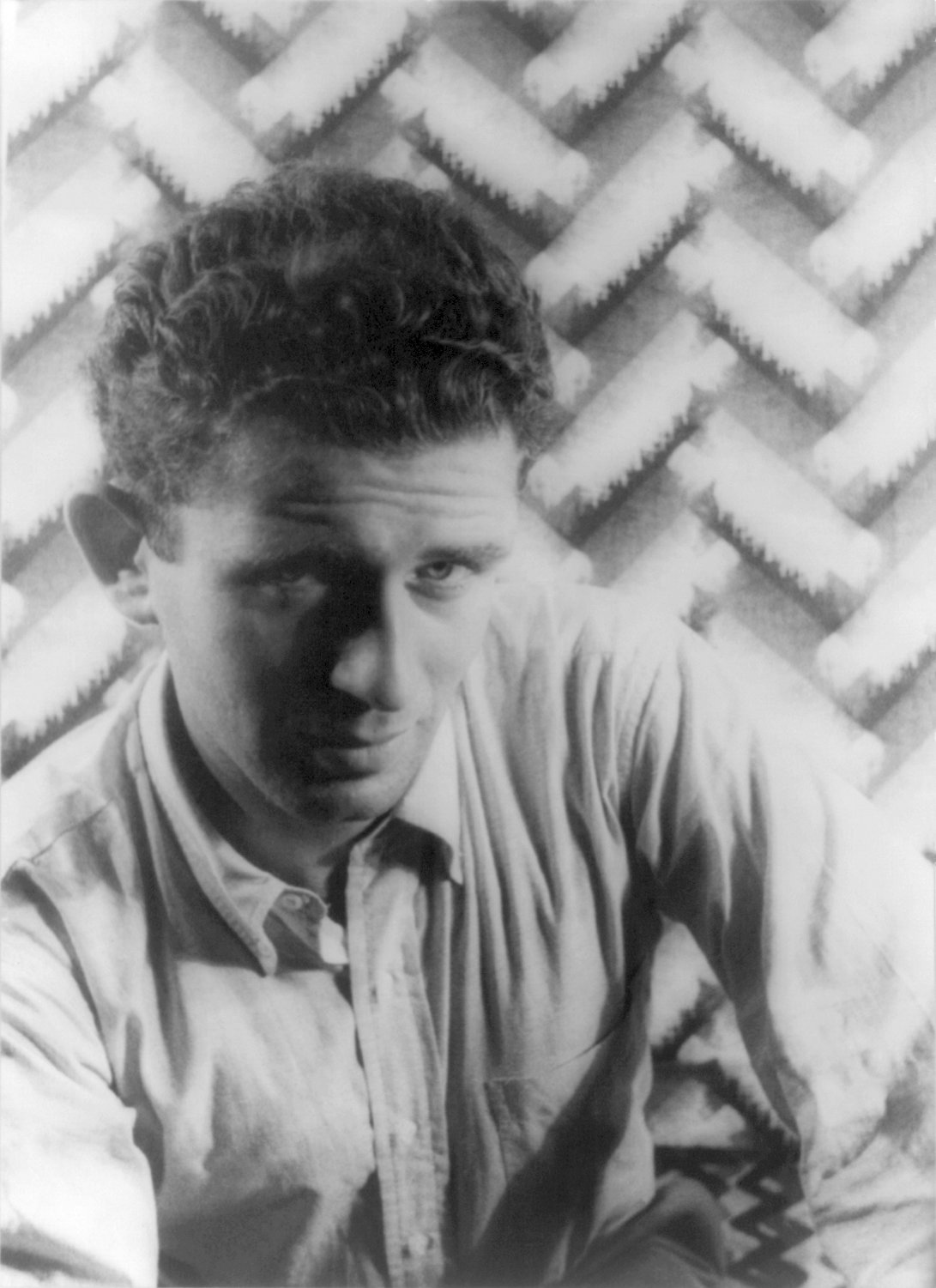
Norman Mailer, 1948
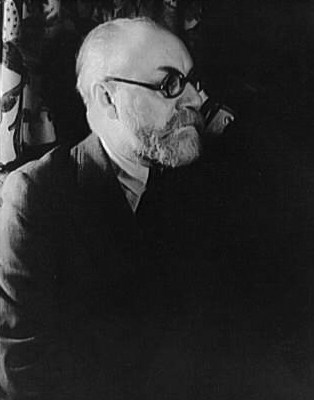
Henri Matisse, 1933
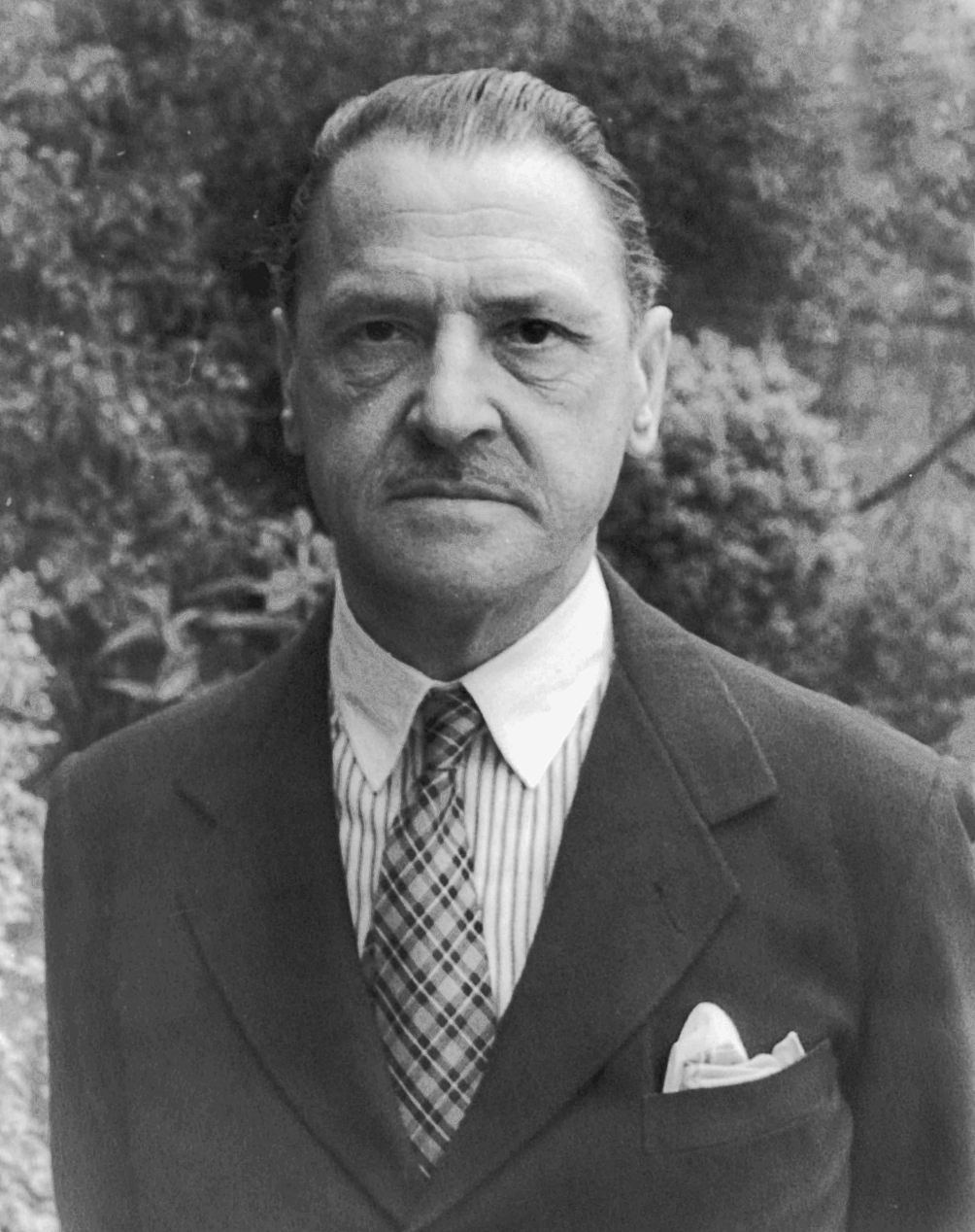
Somerset Maugham, 1934
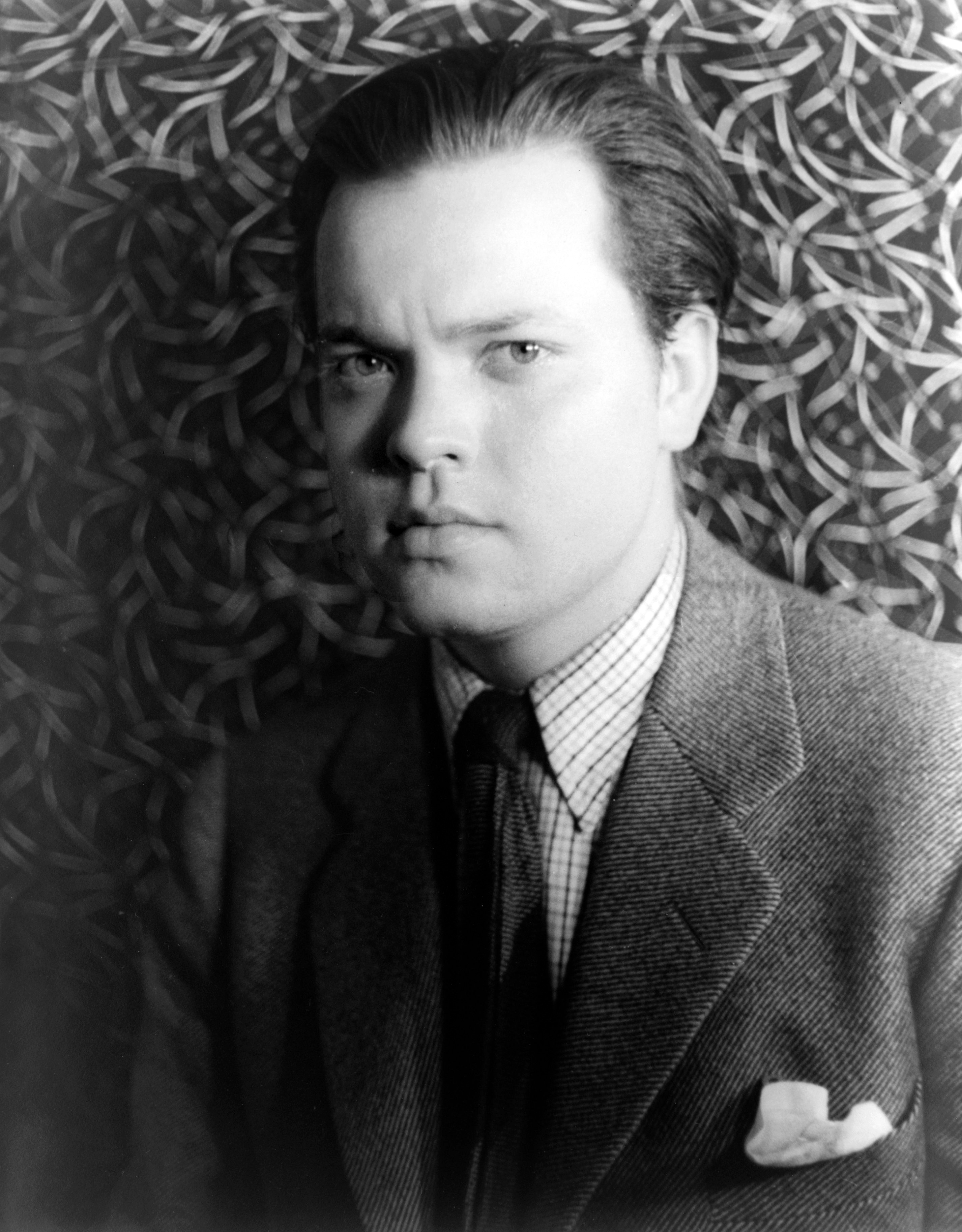
Orson Welles, 1937
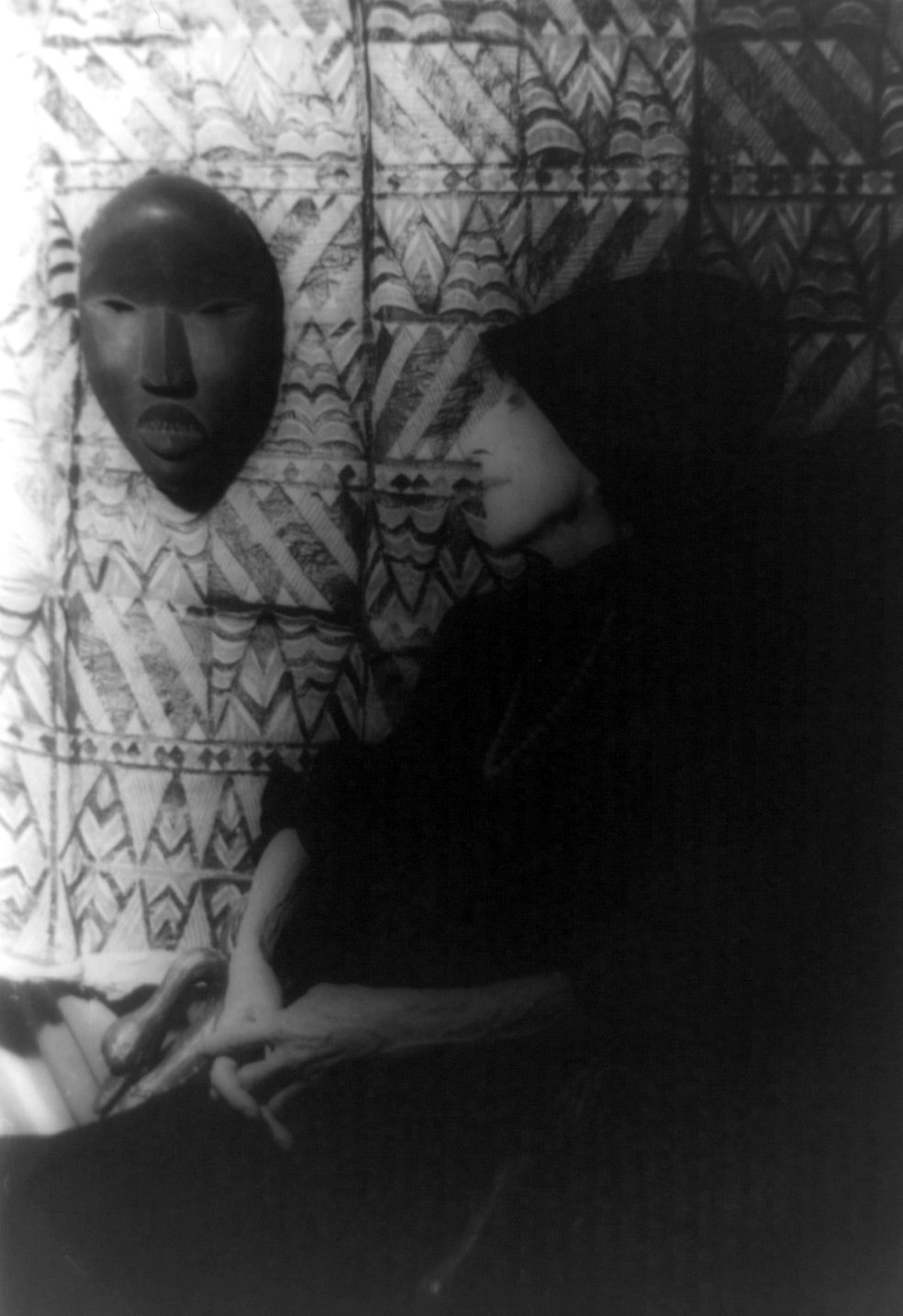
Karen von Blixen-Finecke, 1959
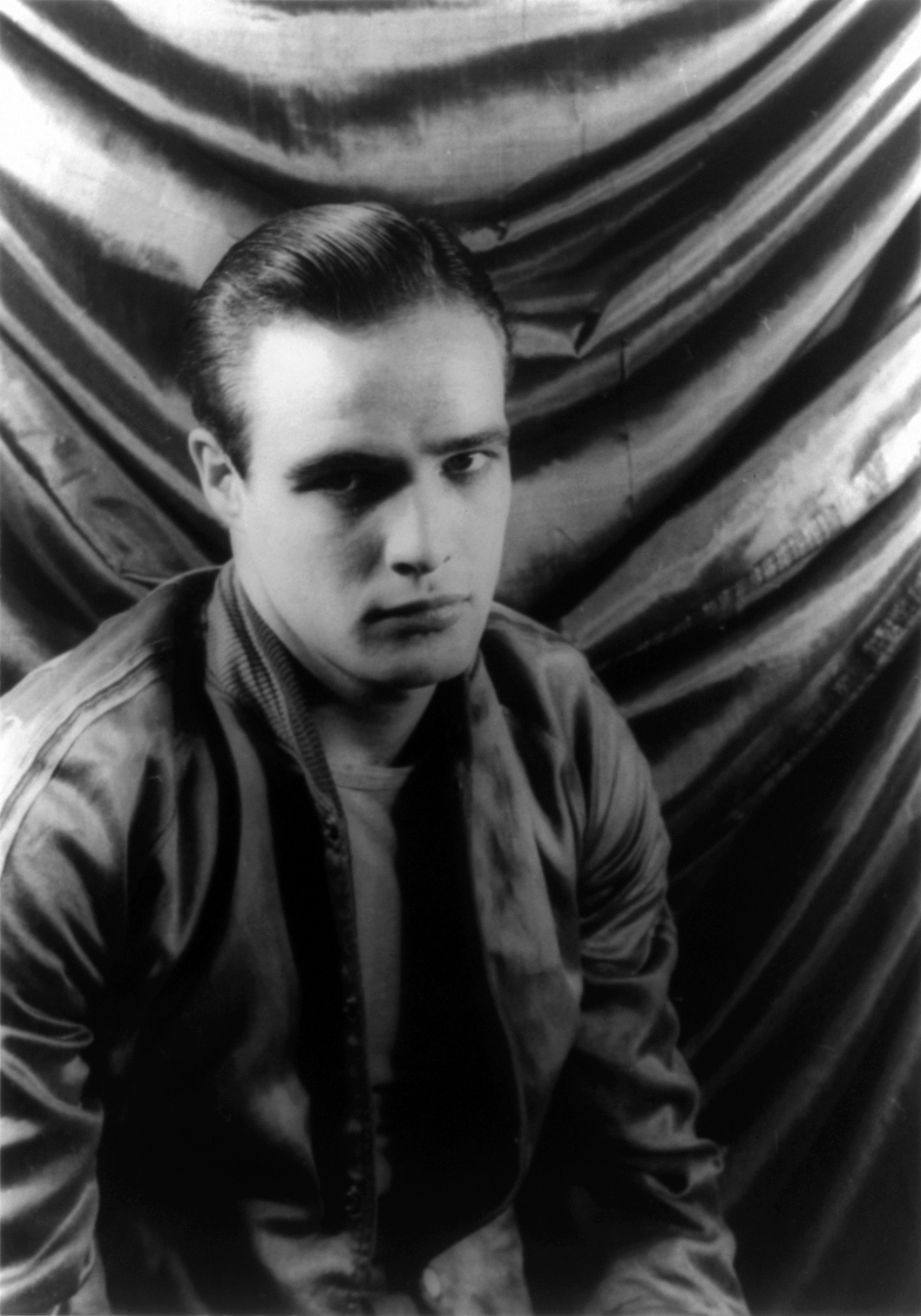
Marlon Brando, 1948
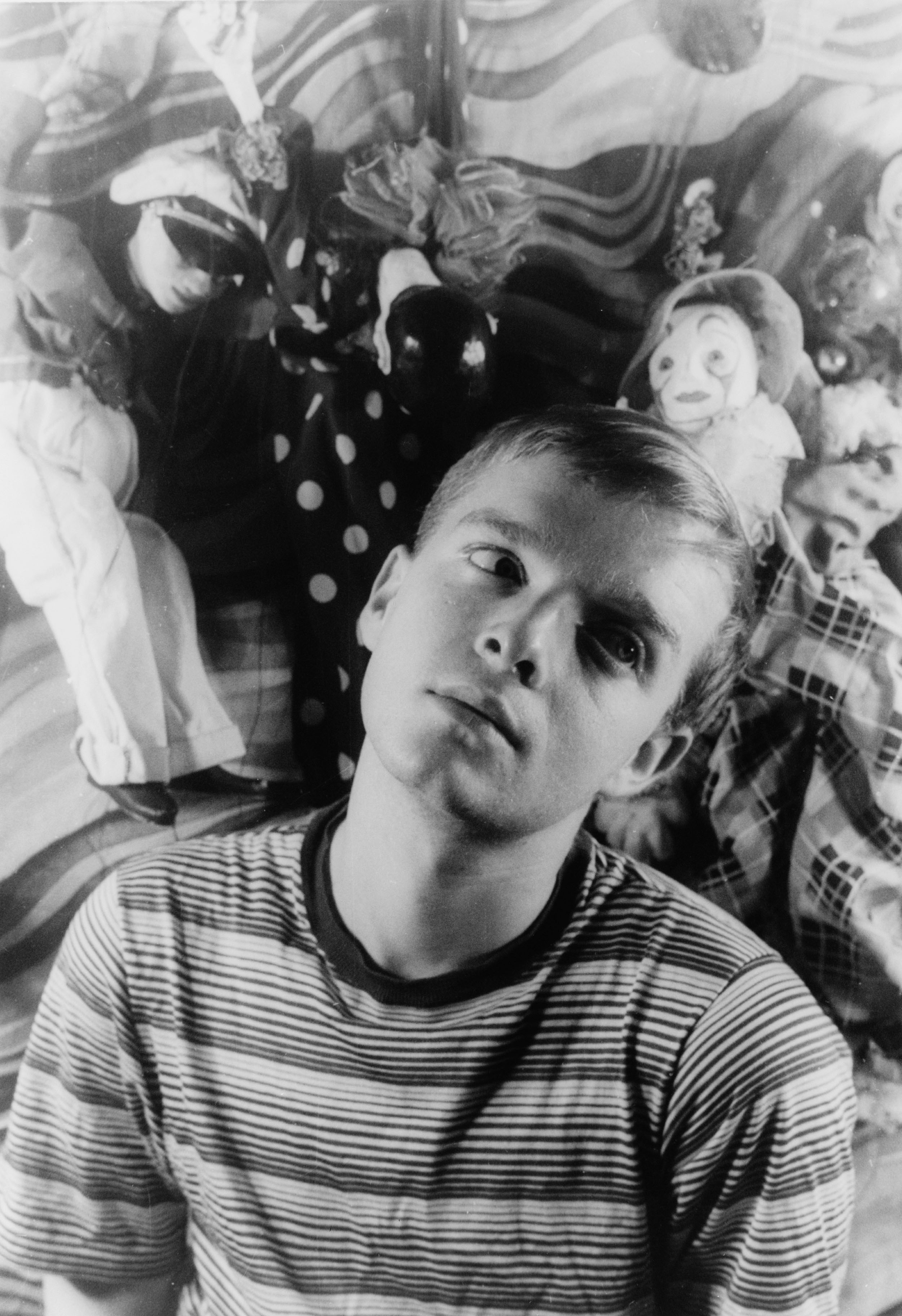
Truman Capote, 1948
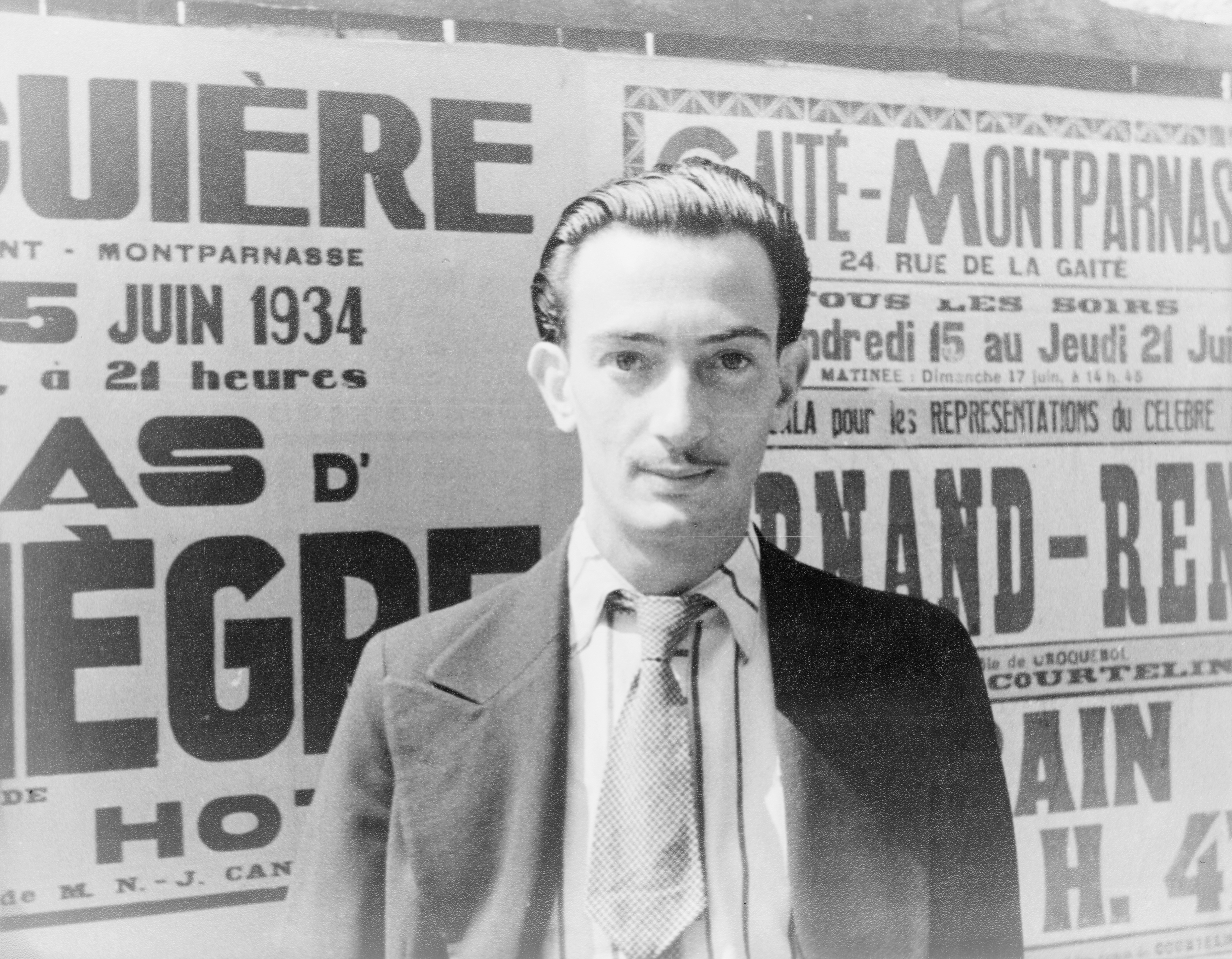
Salvador Dalí, 1934
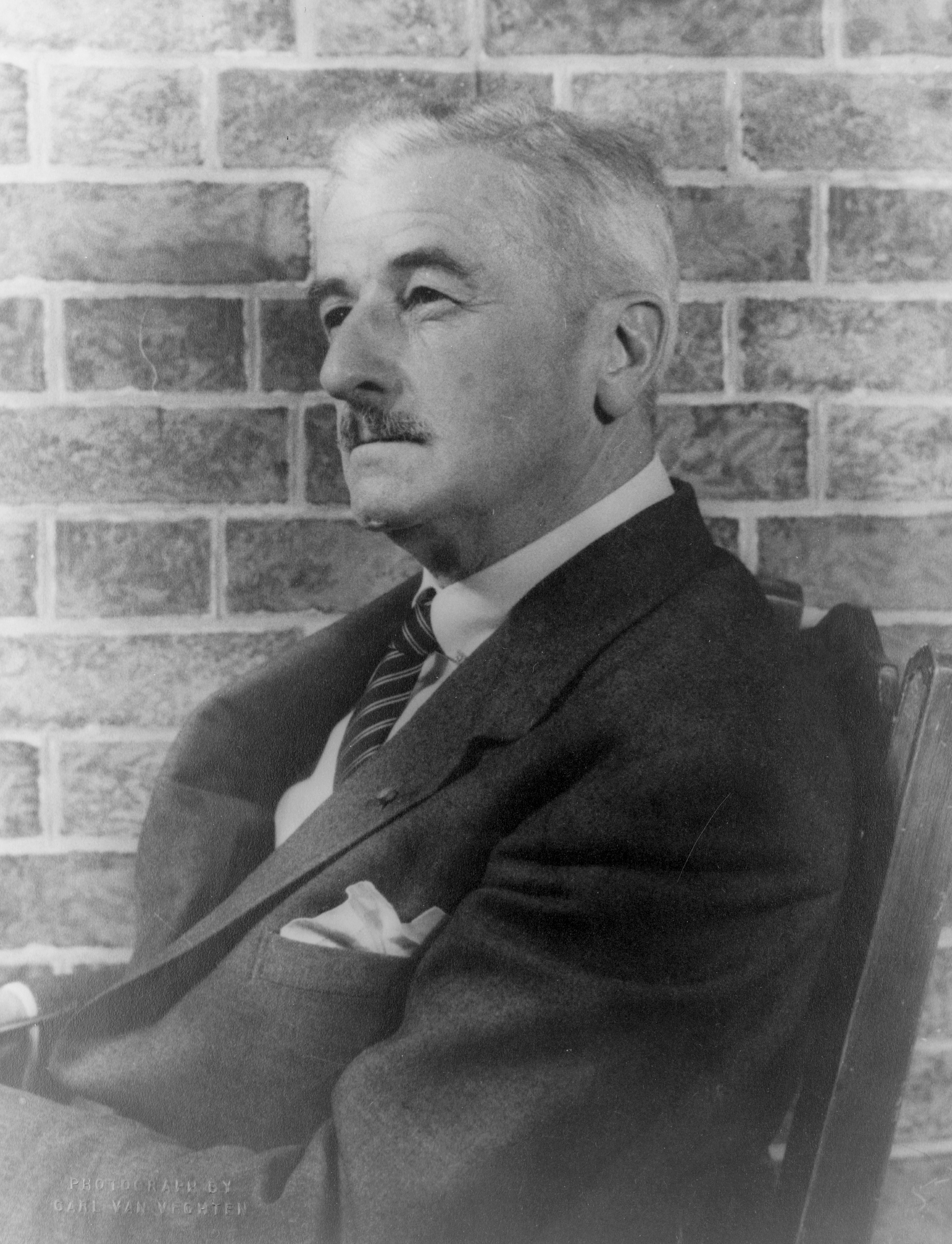
William Faulkner, 1954
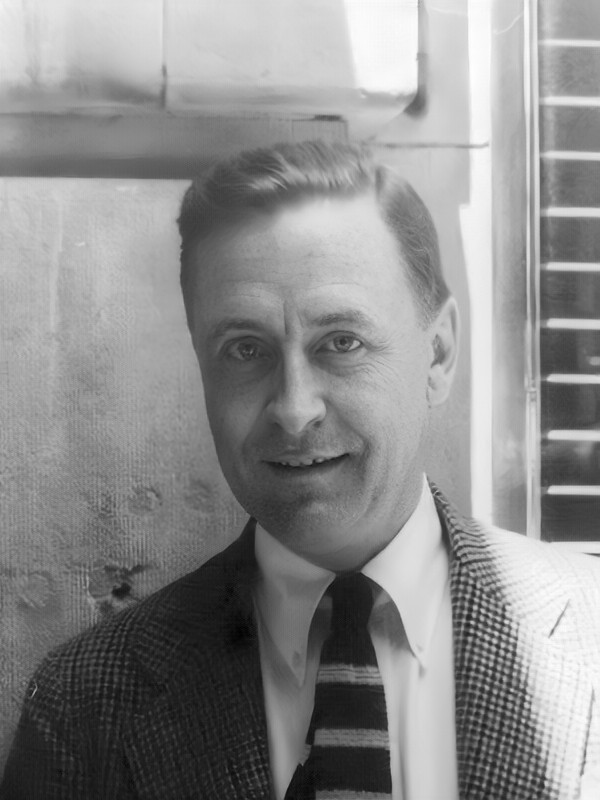
F. Scott Fitzgerald, 1937
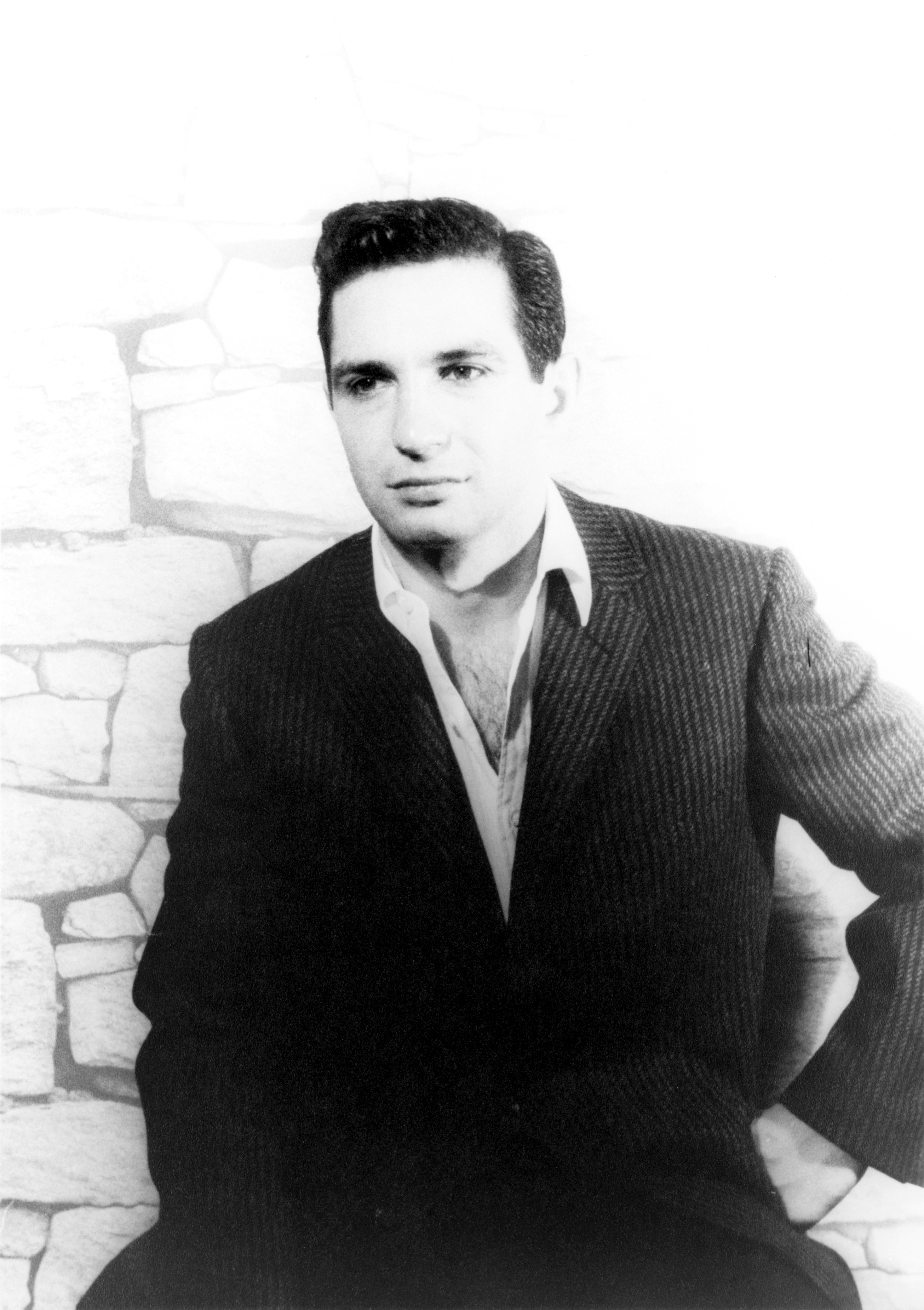
Ben Gazzara, 1955
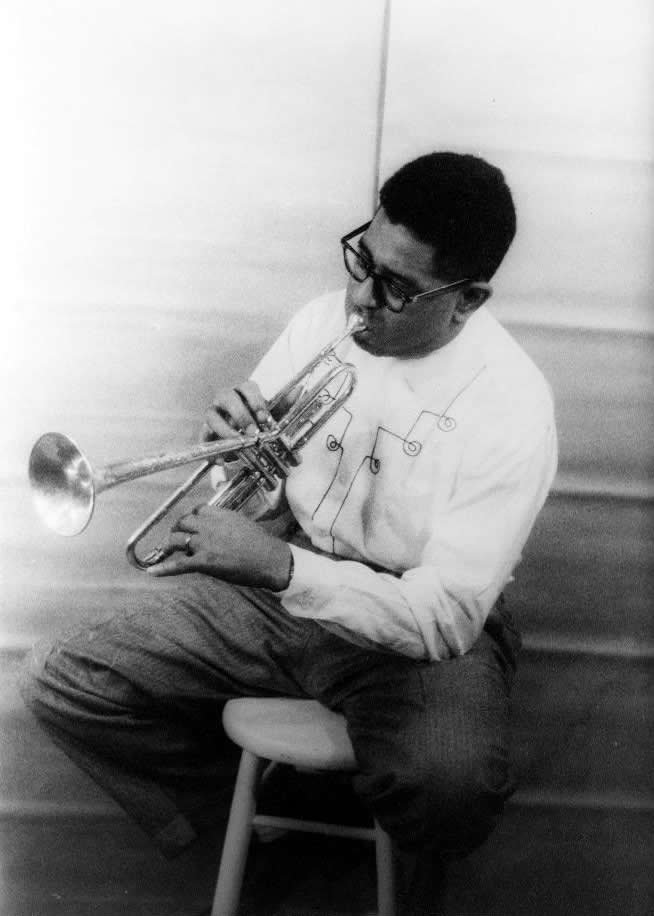
Dizzy Gillespie, 1955
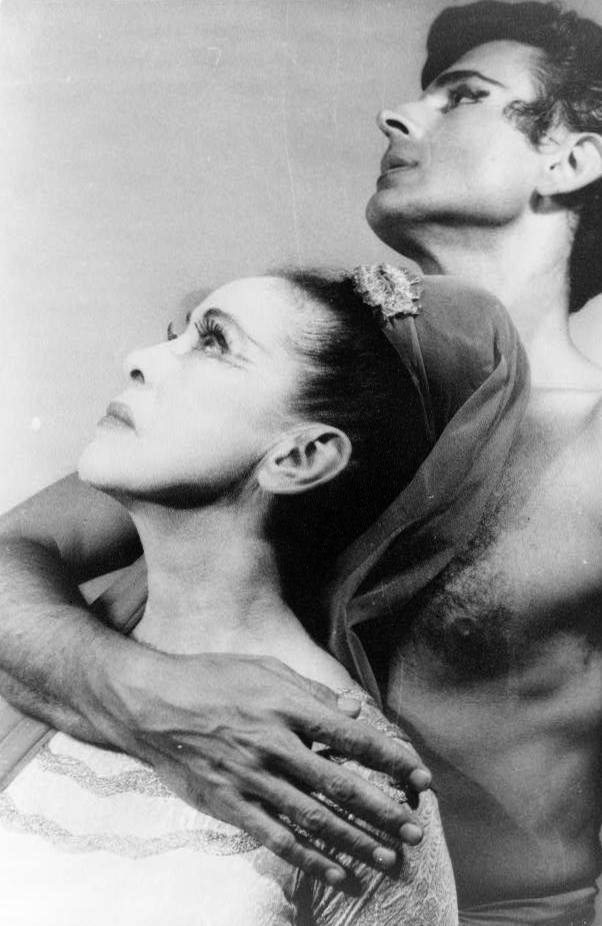
Martha Graham and Bertram Ross, 1961
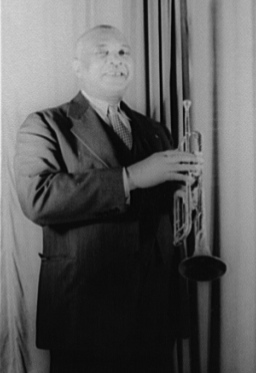
W. C. Handy, 1941
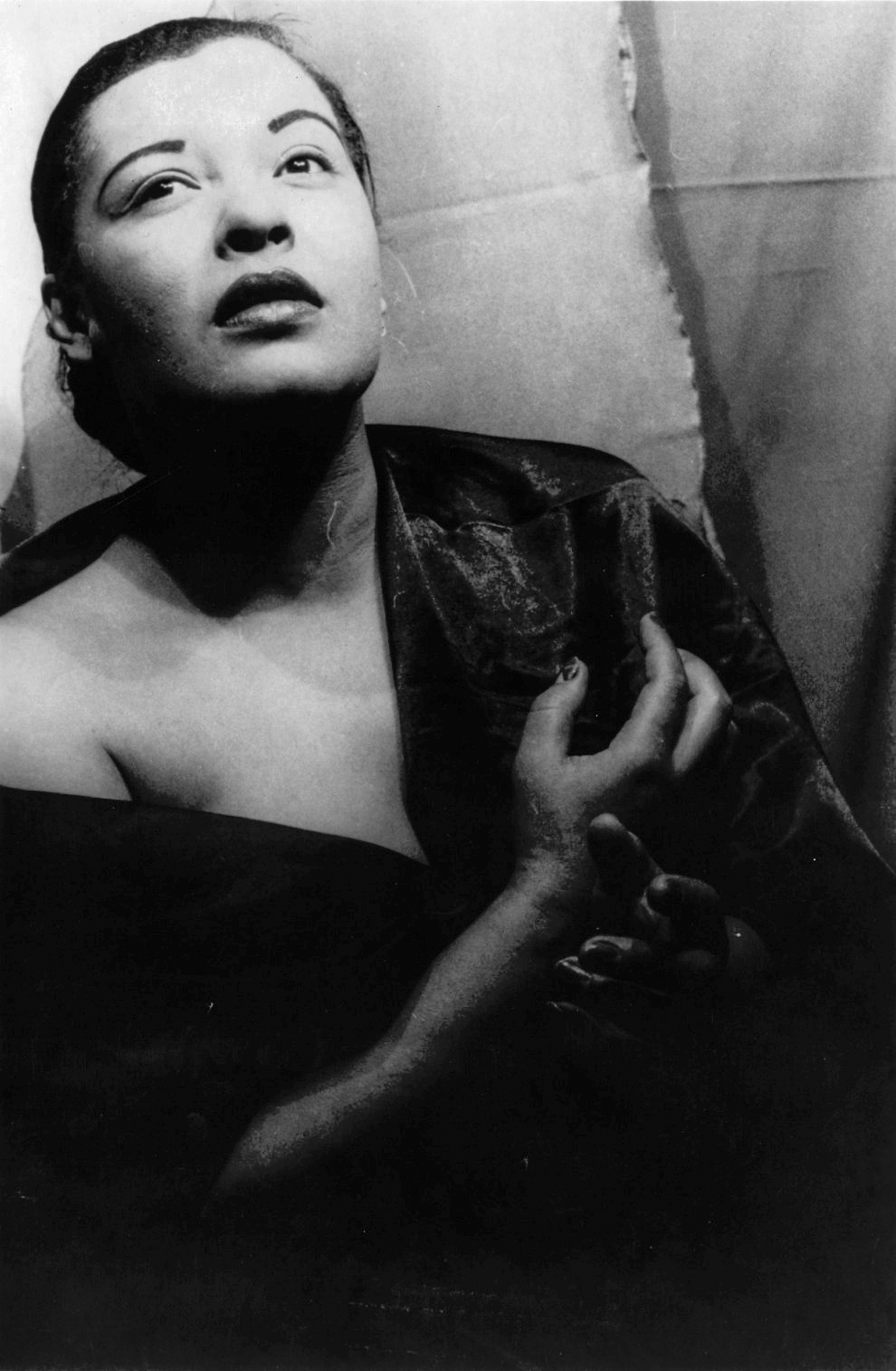
Billie Holiday, 1949